# Гартман-Вейнберг, Александра Паулиновна
Александра Паулиновна Гартман-Вейнберг (1882—1942) — палеонтолог, профессор.

## Биография
Родилась Александра Паулиновна в 1882 году в немецкой семье.
В 1920-х годах местами её работы были 1-й Медицинский институт и Геологический музей АН СССР. Направлением научных работ Гартман-Вейнберг было сравнительно-анатомическое.
В 1926 году она написала работу о строении симпатической нервной системы у обезьян. Ряд ее исследований был посвящен строению, систематике и эволюции парейзаурид.
В 1930—1932 годах Гартман-Вейнберг работала в Палеозоологическом институте, после чего была заведующей палеонтологической лабораторией МГУ и ЛГУ.
В 1935 году Александра Паулиновна организовала палеонтологическую лабораторию при Московском университете.
В 1937 году ей была присвоена степень доктора биологических наук.
В 1940 году Александра Паулиновна вернулась в Ленинград. Её лаборатория вошла в Институт земной коры при ЛГУ.
Гартман-Вейнберг А. П. умерла в блокадном Ленинграде в 1942 году.
Муж — профессор и заведующий кафедрой анатомии Санкт-Петербургского университета в 1905—1922 годах Рихард (Яков-Соломон, Рихард-Якоб) Лазаревич Вейнберг (1867—1926), известный своими трудами по антропологии евреев.

## Монографии
- «Die Evolution der Pareiasauriden» (1933, Тр.ПИН, Т.3)
- «Горгонопсиды СССР как показатель времени» (1938, «Проблемы палеонтологии», Т.4).

## Публикации
- A. Hartmann-Weinberg, «Das Neurocranium und seine Evolution. Vorläufige Mitteilung», Известия Академии наук СССР. VII серия. Отделение математических и естественных наук, 1933, 10, 1539—1547.
- A. Hartmann-Weinberg, S. A. Reinberg, «Die fossilhaltigen Gesteinformationen im Röntgenbilde», Извѣстія Россiйской Академіи Наукъ. VI серiя, 19:6-8 (1925), 279—292